# Spedizione navale britannica contro Napoli del 1742
Il 19 agosto 1742, durante la guerra di successione austriaca, una flottiglia della Royal Navy irruppe nel golfo di Napoli e costrinse il re di Napoli e Sicilia Carlo di Borbone, sotto la minaccia di un bombardamento, a ritirare dal conflitto le truppe inviate nel Nord Italia in appoggio alla Spagna contro l'Austria, alleata della Gran Bretagna.
Le forze inglesi, al comando del commodoro William Martin, comprendevano un vascello da 70 cannoni come nave ammiraglia (la HMS Ipswich), altri due da 50 cannoni, uno da 40, una fregata da 20 e quattro bombarde, sufficienti ad imporre la volontà della Gran Bretagna a re Carlo, considerate le scarse difese della città.
A causa del parallelo tentativo di insurrezione organizzato dal partito filoaustriaco, l'impatto dell'azione fu tale che Michelangelo Schipa, massimo storico del periodo carolino, scrisse che «per poco quell'anno 1742 non fu l'ultimo dell'indipendenza del Regno, in otto anni di vita non ancora giustamente apprezzata da' contemporanei».

## Contesto storico
Nel 1740, scoppiato il conflitto per la successione austriaca, che vedeva Maria Teresa d'Austria impegnata a difendere i suoi diritti dinastici, Filippo V di Spagna decise di inviare un'armata in Lombardia con il progetto di creare ai danni degli Asburgo un secondo Stato borbonico nell'Italia centro-settentrionale, ponendovi sul trono il secondogenito avuto da Elisabetta Farnese, l'infante Filippo.
Il Regno di Napoli, governato da Carlo di Borbone, primo figlio di Filippo V e della Farnese, aveva ottenuto la propria indipendenza dall'Austria solo nel 1734 con la conquista borbonica, e non aveva interesse ad entrare in guerra – se non quello di re Carlo a compiacere i genitori, a cui oltre al rispetto filiale doveva la sua corona – a causa del pericolo di un'invasione austriaca, rafforzato dalla presenza di un consistente partito filoasburgico tra i nobili, che in otto anni la "Giunta d'Inconfidenza", organo istituito dal governo borbonico per reprimere i reati politici, non era riuscita a debellare. Inoltre, anche tra il clero era diffuso un sentimento di ostilità verso il governo, dovuto alla politica anticuriale del ministro toscano Bernardo Tanucci, ed all'introduzione degli ebrei nel regno, avvenuta nel 1740 ed aspramente osteggiata dagli ecclesiastici.

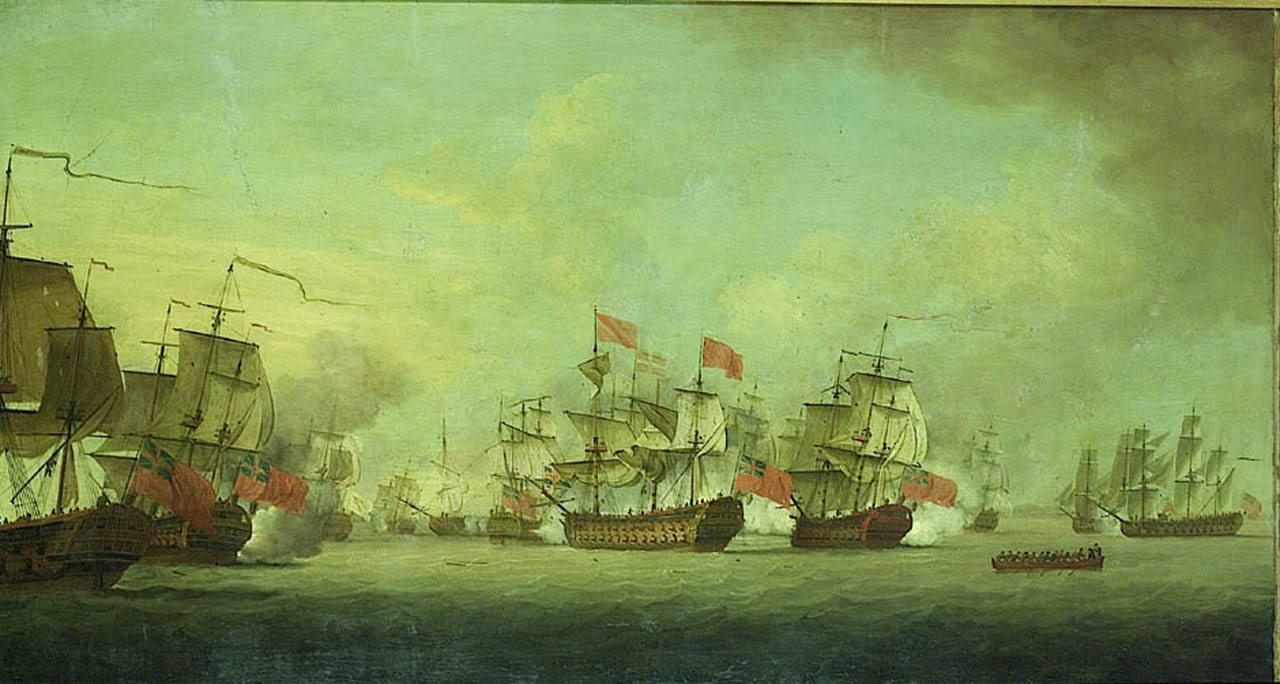
Una squadra navale britannica della metà del XVIII secolo (battaglia dell'Avana del 1748). Al centro un vascello a due ponti.

La possibilità di una restaurazione asburgica appariva concreta anche perché al fianco di Maria Teresa era schierata la Gran Bretagna di Giorgio II, con la sua temibile Mediterranean Fleet, la cui neutralità nel 1734 aveva favorito la vittoria spagnola. L'Austria poteva quindi contare su un alleato dominatore dei mari, mentre la marina napoletana era composta da poche unità costruite tutte dal governo borbonico, poiché otto anni prima gli austriaci erano riusciti a fare in modo che il naviglio non cadesse in mano nemica, e la Spagna, a differenza di quanto fece con l'esercito, non contribuì in alcun modo alla sua creazione. Durante il primo decennio del regno di Carlo le forze navali napoletane comprendevano quindi un solo vascello, il S. Filippo-la Reale, la fregata S. Carlo-la Partenope, e le quattro galee S. Gennaro, Concezione, S. Antonio e Capitana, oltre a qualche legno minore.
Tuttavia, sollecitato dalla corte di Madrid a prendere le armi, Carlo dichiarò la sua obbedienza alla volontà dei «suoi augustissimi genitori» e la sua adesione alla «risoluzione presa ultimamente dalle loro Maestà cattoliche di far la guerra in Lombardia per situar nel paese da conquistarsi l'amatissimo suo fratello, il signor Infante don Filippo». Nel dicembre 1741 il corpo di spedizione spagnolo al comando del duca di Montemar sbarcò ad Orbetello nello Stato dei Presidi, territorio dipendente da Napoli, e Carlo inviò ad ingrossarne le file un contingente di 12 000 uomini guidato dal capitano generale del regno, il duca di Castropignano, che si congiunse con gli spagnoli a Pesaro ponendosi agli ordini di Montemar. Malgrado ciò, il regno napoletano era ufficialmente neutrale e la Spagna sperava di ottenerne vantaggio.
Nei primi giorni del febbraio 1742, a Napoli fu inoltre pubblicamente festeggiata l'elezione al soglio imperiale del rivale di Maria Teresa, Carlo VII di Baviera, che la gazzetta del regno definiva «parente amico e alleato della Maestà del Re nostro Signore». Nonostante tutto, come testimonia un cortigiano a lui molto vicino, il sovrano «credeva che dare un soccorso a suo padre non gli togliesse la qualità di neutrale», ma quando il suo agente a Londra chiese il riconoscimento della neutralità napoletana, il gabinetto di Lord Carteret rispose che avrebbe ascoltato il re delle Due Sicilie solo se avesse avuto l'incarico di negoziare la pace dal re di Spagna.
All'inizio del 1742, il fronte italiano della guerra vedeva quindi la Spagna, forte di oltre 30 000 uomini compresi i napoletani, contrapporsi all'Austria, che schierava circa 11 000 soldati al comando del feldmaresciallo Traun, ed al Regno di Sardegna, il cui re Carlo Emanuele III di Savoia disponeva anch'egli di circa 11 000 uomini. Intanto una flotta britannica bloccava ad Antibes l'esercito dell'infante Filippo, mentre la diplomazia spagnola esercitava pressioni sul cardinale Fleury, primo ministro di Luigi XV di Francia, affinché inviasse aiuti in Italia ai suoi alleati borbonici.
In aprile Montemar prese posizione a Forlì e a Faenza ma poi, anziché attaccare le forze austro-sabaude a Piacenza e Reggio in modo da aprirsi un varco per la Lombardia, si ritirò a Castelfranco e a Bondeno, e successivamente, venuto a conoscenza dell'occupazione di Modena e della resa della fortezza di Mirandola a seguito dell'assedio del luglio 1742 ad opera dei piemontesi, arretrò ulteriormente prima a Rimini e poi a Foligno inseguito dai nemici. Tali notizie incoraggiavano alla rivolta il partito filoaustriaco napoletano, mentre i proclami asburgici ai popoli dei ducati italiani – additando negativamente il governo borbonico delle Due Sicilie come ciò che li aspettava se fossero divenuti sudditi di Filippo – assicuravano che «la sola apparenza ora del Traun in quelli luoghi sarebbe sufficiente a conquistar quel Regno».

## La spedizione del commodoro Martin
L'ammiraglio Thomas Mathews aveva ricevuto l'ordine di preparare un attacco contro Napoli già nella metà di giugno, per fare in modo che i napoletani ritirassero dal fronte le truppe che combattevano per la Spagna. In proposito, le istruzioni inviategli non appena assunse il comando delle operazioni nel Mediterraneo recitavano:
Mathews allora inviò contro la città una squadra al comando del commodoro William Martin, ordinandogli di «far capire al Re delle Due Sicilie gli errori commessi nell'aver attaccato insieme agli spagnoli i territori della Regina d'Ungheria in Italia». Il commodoro aveva istruzione di prendere, affondare ed incendiare tutte le navi napoletane, e di «usare il suo potere per ridurre in cenere la detta città, a meno che il Re delle Due Sicilie non accetterà senza indugio non solo di ritirare le sue truppe che ora agiscono insieme a quelle del Re di Spagna, ma di astenersi dal fornirgli in futuro ogni tipo di assistenza». Prima di impartire tali ordini, Mathews aveva chiesto a Carlo Emanuele III ed al feldmaresciallo Traun se li trovassero troppo severi, ma ottenne il loro consenso.

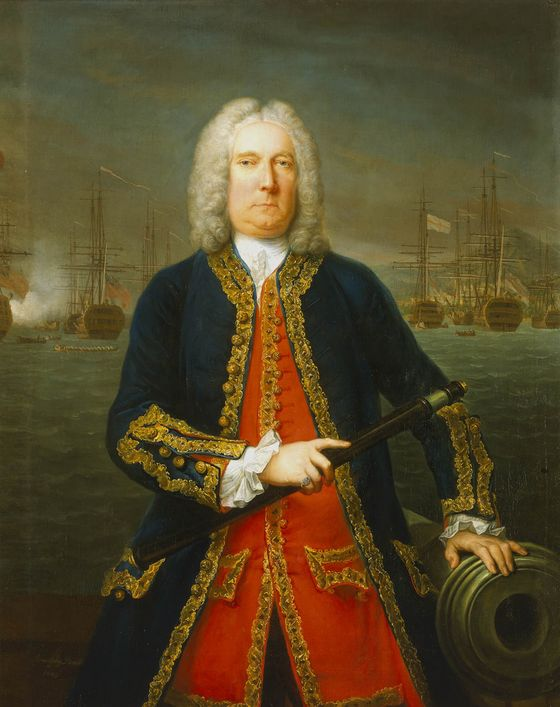
L'ammiraglio Thomas Mathews ritratto da Claude Arnulphy, 1743. Fu Mathews ad inviare Martin contro Napoli, ed in città si diffuse la notizia che alla guida della squadra navale inglese vi fosse l'ammiraglio in persona.

Il governo napoletano fu informato che parte dei baroni, della nobiltà di toga e del clero aspettava il momento opportuno per sollevare il popolo, occupare i castelli e la reggia, assassinare i ministri ed imprigionare il re. Furono quindi prese precauzioni contro le minacce interne, ma non fu disposto nessun piano difensivo contro un possibile intervento della Royal Navy, benché sin dalla fine di giugno agenti diplomatici a Parigi avessero avvisato il segretario di Stato José Joaquín de Montealegre, duca di Salas, dell'intenzione inglese di intervenire nel golfo a sostegno della ribellione, sollecitandolo ripetutamente a prendere le opportune contromisure. Secondo tali notizie, l'apparizione delle navi britanniche era il segnale concordato per dare inizio alla rivolta, che avrebbe permesso uno sbarco impegnando i pochi soldati presenti in città.
La notte tra il 18 ed il 19 agosto, alle tre e mezzo, a Napoli fu avvertita una lieve scossa di terremoto che non provocò gravi danni ma suscitò un profondo spavento, tanto che gli stessi sovrani trascorsero la nottata nei giardini di Palazzo Reale. Cronache contemporanee riferiscono che il popolo interpretò il sisma come «monito del cielo» contro l'insurrezione, «e nella paura dell'ira celeste si tenne quieto, tanto più che qua e là per le strade andavano attorno spie, che sperdevano i gruppi degli agitatori... La gran folla della gente adunatasi si andò a poco a poco diradando, e, quel che più vale ne' subiti moti di popolo, il primo impeto di sdegno svanì».
Il 19 agosto, comparve al largo di Baia la squadra navale di Martin che, bordeggiato Capo Posillipo, senza effettuare i saluti d'uso si ancorò nella rada in direzione del porto, ponendosi sprezzante a tiro di cannone. Secondo la comunicazione ufficiale del duca di Salas era composta da 15 vascelli, ma in realtà la sua potenza era considerevolmente inferiore, poiché le unità mobilitate si limitavano alle seguenti:
| Nave                                                                             | Tipo              | Numero di cannoni | Rango  | Comandante                      | Dati   |
| -------------------------------------------------------------------------------- | ----------------- | ----------------- | ------ | ------------------------------- | ------ |
| Ipswich                                                                          | vascello di linea | 70                | terzo  | Comm. William Martin            | [ 24 ] |
| Panther                                                                          | vascello di linea | 50                | quarto | Capt. Solomon Gideon            | [ 25 ] |
| Oxford                                                                           | vascello di linea | 50                | quarto | Capt. Lord Harry Powlett        | [ 26 ] |
| Faversham                                                                        | vascello di linea | 40                | quinto | Capt. Richard Hughes            | [ 27 ] |
| Dursley Galley                                                                   | fregata           | 20                | sesto  | Capt. Merrick de L'Angle        | [ 28 ] |
| Carcass                                                                          | bombarda          | 8                 | -      | Lieut. John Bowdler             | [ 29 ] |
| Salamander                                                                       | bombarda          | 8                 | -      | Lieut. John Philipson           | [ 30 ] |
| Terrible                                                                         | bombarda          | 8                 | -      | Lieut. the Hon. George Edgcumbe | [ 31 ] |
| Firedrake                                                                        | bombarda          | 8                 | -      | -                               | [ 32 ] |
| Guarland's Prize                                                                 | sciabecco         | -                 | -      | -                               | -      |
| A completare la squadra c'erano inoltre quattro imbarcazioni d'appoggio (tender) |                   |                   |        |                                 |        |
|                                                                                  |                   |                   |        |                                 |        |
| Disposizione delle navi davanti alla costa napoletana                            |                   |                   |        |                                 |        |

Alla vista della squadra una gran folla si radunò presso la costa. In piazza Mercato l'unico tentativo di sollevazione fallì per la mancanza di una significativa adesione da parte del popolo, che impaurito dal terremoto rimase inerte, cosicché i pochi rivoltosi furono costretti ad imbarcarsi ed a riparare sulle navi britanniche. Al contrario, molti popolani fedeli a re Carlo accorsero alla reggia chiedendo armi per affrontare il nemico.

## Il ritiro delle truppe napoletane
L'irruzione degli inglesi nel golfo destò grande impressione nel sovrano, che «benché acconciato a fermezza, mostrava nel viso quanto fosse smarrito; ed egli, spaurito, atterriva gli altri, e rendeali incerti e dubbiosi». Montealegre convocò il console britannico a Napoli, Edward Allen, e lo inviò da Martin a domandare quali fossero le sue intenzioni. Incontrato Martin, il console tornò alla reggia accompagnato dal capitano Merrick de L'Angle, a cui il commodoro aveva ordinato di consegnare al re un messaggio contenente le richieste della Gran Bretagna:
Giunto alla reggia, de l'Angle consegnò a Montealegre il messaggio di Martin, comunicandogli secondo le istruzioni da lui ricevute che se non avesse ricevuto risposta entro mezz'ora le navi inglesi avrebbero aperto il fuoco. Il segretario di Stato protestò energicamente per l'affronto che veniva arrecato all'onore del suo re, e chiese al capitano di tornare indietro per comunicare a Martin che avrebbe ricevuto una risposta solo quando il sovrano, che in quel momento era in chiesa, avrebbe fatto ritorno. Nel frattempo impartì gli ordini alle truppe per impedire uno sbarco e tenere le navi lontane dalla costa: furono trasportati dei cannoni dall'arsenale al Molo, al baluardo di Santa Lucia, al Chiatamone, al Castel dell'Ovo e sotto la torre di San Vincenzo. Le fortezze furono rifornite di viveri, la cavalleria fu richiamata da Santa Maria Capua Vetere affinché si schierasse lungo la riviera di Chiaia, mentre la fanteria fu unita alla «sbirraglia» nel pattugliamento dei quartieri di Porto, Mandracchio, Lavinaio, Conceria e Mercato, per evitare sommosse popolari.

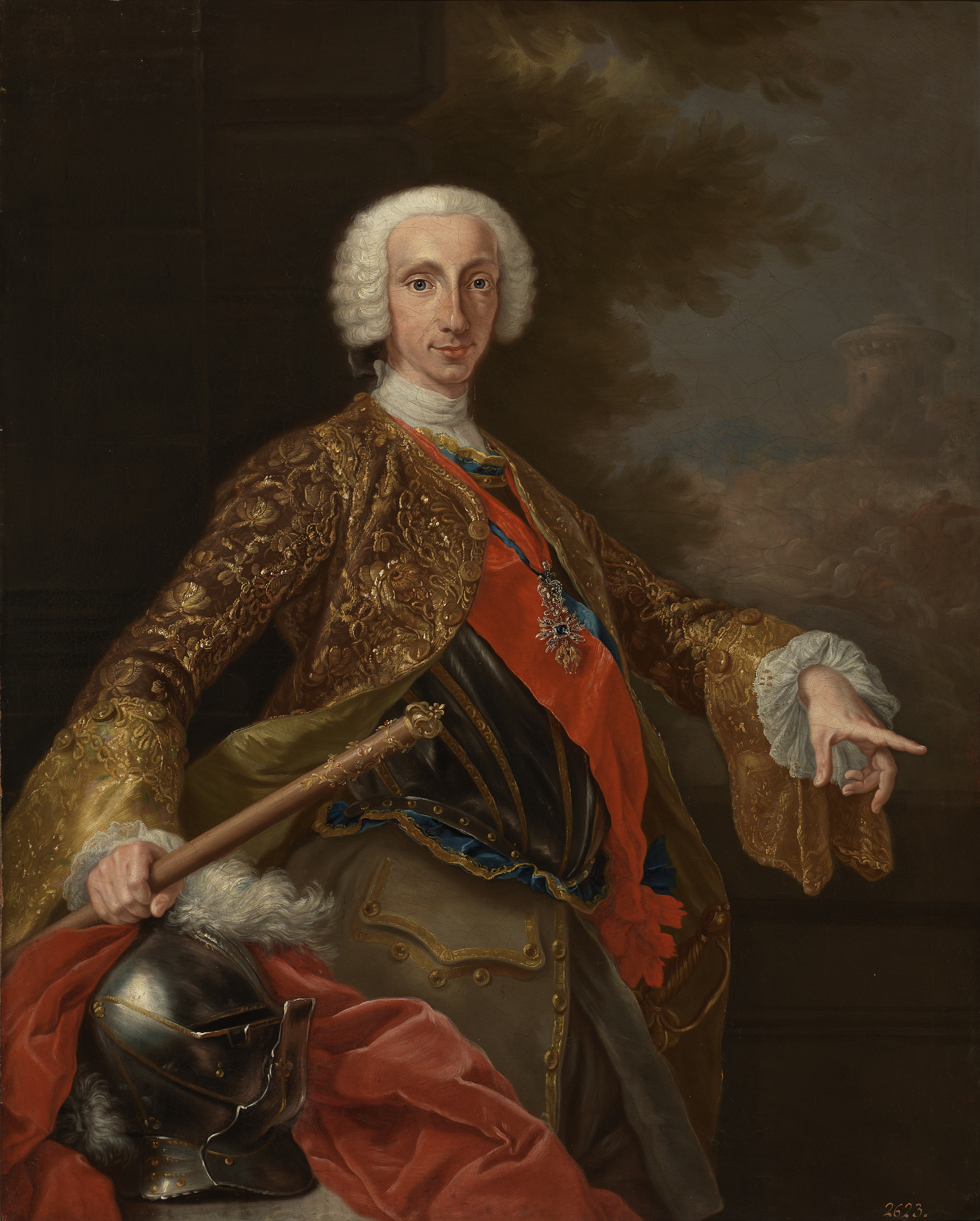
Carlo di Borbone ritratto da Giuseppe Bonito, 1745 ca., Madrid

La sera Montealegre convocò una riunione del consiglio di Stato e guerra alla presenza di re Carlo, a cui parteciparono i più influenti membri della corte ed i vertici militari del regno. Il nobile spagnolo, accusato da alcuni generali per non aver predisposto le difese nonostante gli avvisi ricevuti, si giustificò sostenendo di non aver voluto allarmare il popolo, già agitato da un diffuso malcontento verso il governo. Nelle diverse sedute che si susseguirono, Montealegre sostenne la necessità di sottostare alle richieste britanniche per non «esporre una sì ricca, si vasta, e sì popolosa città alla rovina delle minacciate bombe, che avrebbe tirato il mal maggiore di un tumulto popolare». Viceversa, il duca di Sora propose al re di non cedere alle minacce e di rifugiarsi a Castel Nuovo. A quel punto il segretario di Stato rispose bruscamente che il sovrano sarebbe stato assediato nella fortezza da una folla in tumulto e da «truppe inglesi da sbarco, che stavano in altri navigli inglesi nei mari vicini», procurandosi «un odio e un'infamia eterna, [...] perché eterna sarebbe stata la ricordanza della sua rovina in questa città».
Temendo di essere tacciato di viltà dalle corti di Francia e di Spagna, Carlo avrebbe preferito aprire il fuoco contro gli inglesi, ma alla fine cedette ai consigli di Montealegre, che prevalse sul duca di Sora anche grazie ad una missiva dal fronte in cui il duca di Castropignano scriveva della necessità del suo ritorno in patria per difendere il re.
La squadra navale inviata non era particolarmente consistente, ma non era contrastabile dalle difese costiere napoletane, e le bombarde presenti avrebbero potuto con i loro proiettili esplosivi ed incendiari infliggere gravissimi danni alla città, ben maggiori di quelli che avrebbero potuto arrecare i cannoni lunghi dei vascelli, poiché «il mare lì attorno, non è soggetto a tempeste, non vi è una forte marea, ed è talmente profondo, che anche un grosso vascello pesante può arrivare fino al molo. Le case hanno i tetti piatti perché ci si possa camminare sopra, così che ogni bomba che cadesse su di esse avrebbe grande efficacia». Pertanto Martin poté presentare le sue "richieste" da una posizione non discutibile, e dopo i primi tentativi di dilazione da parte dei napoletani rispose che «era venuto ad agire come un ufficiale, non a trattare come un ministro».
Montealegre rispose:

## Conseguenze
La Spagna e la Francia furono molto contrariate dal comportamento del governo napoletano. In una lettera di Carlo ai genitori si legge:
Inoltre, nonostante il ritiro delle forze napoletane, l'Austria e i suoi alleati mostrarono di non tener conto della neutralità del regno, disponendo con il trattato di Worms (1743) che, in caso di vittoria, Napoli sarebbe stata assegnata agli Asburgo e la Sicilia ai Savoia, ripristinando la situazione creatasi con il trattato di Utrecht di trent'anni prima. La battaglia decisiva per le sorti del regno si combatté a Velletri il 10-11 agosto 1744: la netta vittoria dell'esercito ispano-napoletano guidato da Carlo consolidò la monarchia borbonica, sventando definitivamente la possibilità di una restaurazione asburgica. Dopo la guerra, le conseguenze dell'aver ceduto agli inglesi ricaddero sul duca di Salas, influendo sulla decisione di sostituirlo con Giovanni Fogliani nel 1746.
La vulnerabilità di Napoli agli attacchi via mare spinse Bernardo Tanucci a considerare lo spostamento della capitale a Melfi, nell'entroterra lucano, già residenza dei sovrani normanni:
La lontananza dal mare fu anche una delle regioni che spinsero Carlo a scegliere Caserta come sede della propria residenza estiva. Il sovrano non dimenticò mai l'oltraggio subito dagli inglesi, fino a sviluppare un sentimento di anglofobia, che si manifestò specialmente nel periodo in cui fu re di Spagna (1759-1788), durante il quale combatté la Gran Bretagna nella guerra dei sette anni e nella guerra d'indipendenza americana.
Inoltre reagì adirato quando suo figlio Ferdinando IV di Napoli nominò John Acton, di origine britannica, come ministro della Guerra del regno che era stato suo. Ferdinando cercò inutilmente di rassicurarlo negando che Acton fosse inglese, scrivendogli: «è nato nella Franche Comté, e sua madre era francese. Suo padre si stabilì a Besançon, e da quando se ne partì per motivi religiosi non tornò più in Inghilterra, ed i suoi due fratelli sono al servizio della Francia».

## L'analoga azione francese del 1792
Le previsioni di Tanucci circa il pericolo di ulteriori azioni navali contro la capitale si verificarono cinquant'anni dopo, nel dicembre 1792, in occasione di una crisi tra Ferdinando IV e la neoproclamata Repubblica francese. Essendo la casa reale napoletana e quella francese doppiamente imparentate (Ferdinando IV e Luigi XVI erano entrambi Borbone, mentre le regine Maria Carolina e Maria Antonietta erano sorelle), il re di Napoli non riconobbe la deposizione dei sovrani francesi e la proclamazione della Repubblica, rifiutandosi di accettare l'ambasciatore del nuovo governo francese Mackau. In risposta, la Francia inviò contro Napoli una squadra della flotta mediterranea, al comando del capitano di vascello Latouche-Tréville, per forzare il governo borbonico a riconoscere la Repubblica francese e instaurarvi relazioni diplomatiche. Sebbene a differenza del 1742 la marina napoletana fosse pronta ad affrontare il nemico e non sussistesse il rischio di disordini interni, anche Ferdinando – consigliato da Acton – cedette all'intimidazione, accettando di ammettere l'ambasciatore francese e di inviarne uno proprio a Parigi, nonché di proclamare la neutralità napoletana nella guerra che la Francia stava combattendo contro l'Austria e la Prussia. Le successive esecuzioni di Luigi XVI e Maria Antonietta determinarono la fine della neutralità del Regno di Napoli e la sua adesione alla prima coalizione.